# Koepelkerk (Arkel)
De Koepelkerk of Nederlands Hervormde kerk is een kerkgebouw aan het Kerkeind in de plaats Arkel, in de Nederlandse gemeente Molenlanden (provincie Zuid-Holland). Een eerste kerkgebouw op deze plek zou in 641 door de bisschop Suïtbertus gebouwd moeten zijn, tot op heden is dit niet met zekerheid vast te stellen. Het gebouw is op 7 mei 1968 als rijksmonument ingeschreven in het Monumentenregister. Het gebouw is een octagonale bakstenen centraalbouw.

## Geschiedenis
Mogelijk stond er in 641 al een kapel op de plek van de Koepelkerk. Deze kapel zou door Suïtbertus, een van de missionarissen van de heilige Willibrord, gebouwd zijn. Dit is echter niet met zekerheid vast te stellen. Bekend is dat in 1267 er een kerk stond die tijdens de kerstnachtdienst in brand werd gestoken om Jan van Arkel het leven te ontnemen. In de 17e eeuw stond er een kruiskerk op de plek van de koepelkerk. In deze kerk lagen verschillende Van Arkels begraven. Deze kruiskerk is rond 1670, op het koor na, afgebrand. Na de brand werd het koor in gebruik genomen als kerk. In 1845 werd deze kerk wegens bouwvalligheid buiten dienst genomen. In 1855 werd het afgebroken, nog dat jaar werd de eerste steen gelegd. Het volgende jaar werd de nieuwe kerk al in gebruik genomen. Deze kerk werd in 1921 door brand, naar aanleiding van restauratiewerkzaamheden, getroffen. Dankzij een gift kon herbouw bekostigd worden.
In 1905 werd er een orgel in de kerk geplaatst, welke in latere jaren werd vervangen.
In de jaren 90 werd de kerk opnieuw gerestaureerd, ditmaal met behulp van onder andere het Prins Bernhard Cultuurfonds en de Rijksgebouwendienst.

## Exterieur
Boven op het S-vormige dak een achtkantige klokkentoren. In de toren een klokkenstoel met klok van Bakker en Pootman uit 1837. De klok heeft een diameter van 42,5 cm.